# Campeonato da Europa de Atletismo de 2022 - 35 km marcha atlética feminina
A prova da marcha atlética 35 km feminina do Campeonato da Europa de Atletismo de 2022 foi disputada no dia  16 de agosto de 2022 pelas ruas  de Munique, com chegada no Estádio Olímpico de Munique.

## Recordes
Antes desta competição, os recordes mundiais e do campeonato nesta prova eram os seguintes:
|                       | Nome                                                            | Nacionalidade                                                   | Tempo                                                           | Local                                                           | Data                                                            |
| --------------------- | --------------------------------------------------------------- | --------------------------------------------------------------- | --------------------------------------------------------------- | --------------------------------------------------------------- | --------------------------------------------------------------- |
| Recorde mundial       | Recordes mundiais serão reconhecidos após 1º de janeiro de 2023 | Recordes mundiais serão reconhecidos após 1º de janeiro de 2023 | Recordes mundiais serão reconhecidos após 1º de janeiro de 2023 | Recordes mundiais serão reconhecidos após 1º de janeiro de 2023 | Recordes mundiais serão reconhecidos após 1º de janeiro de 2023 |
| Recorde europeu       | María Pérez                                                     | Espanha                                                         | 2h 39m 16s                                                      | Lepe                                                            | 30 de janeiro de 2022                                           |
| Recorde do campeonato | Novo evento                                                     | Novo evento                                                     | Novo evento                                                     | Novo evento                                                     | Novo evento                                                     |

Os seguintes recordes foram estabelecidos durante esta competição: 
| Data         | Evento | Atleta             | Nacionalidade | Tempo      | Notas                 |
| ------------ | ------ | ------------------ | ------------- | ---------- | --------------------- |
| 16 de agosto | Final  | Antigoni Drisbioti | Grécia        | 2h 47m 00s | Recorde do campeonato |

## Medalhistas
| Ouro                     | Prata                 | Bronze                  |
| Antigoni Drisbioti (GRE) | Raquel González (ESP) | Viktória Madarász (HUN) |

## Cronograma
Todos os horários são locais (UTC+2).
| Data         | Hora  | Evento |
| ------------ | ----- | ------ |
| 16 de agosto | 08:30 | Final  |

## Resultado final
A chegada ocorreu no dia 16 de agosto às 08:30 no Estádio Olímpico de Munique.
| Posição           | Atleta                 | Nacionalidade | Tempo   | Notas                 |
| ----------------- | ---------------------- | ------------- | ------- | --------------------- |
| Medalha de ouro   | Antigoni Drisbioti     | Grécia        | 2:47:00 | Recorde do campeonato |
| Medalha de prata  | Raquel González        | Espanha       | 2:49:10 |                       |
| Medalha de bronze | Viktória Madarász      | Hungria       | 2:49:58 | Recorde pessoal       |
| 4                 | Federica Curiazzi      | Itália        | 2:52:06 | Recorde pessoal       |
| 5                 | Olga Niedziałek        | Polónia       | 2:53:12 |                       |
| 6                 | Lidia Barcella         | Itália        | 2:55:04 | Recorde da temporada  |
| 7                 | Mar Juárez             | Espanha       | 2:55:27 |                       |
| 8                 | Inna Loseva            | Ucrânia       | 2:57:55 | Recorde da temporada  |
| 9                 | Inês Henriques         | Portugal      | 2:58:34 |                       |
| 10                | Elisa Neuvonen         | Finlândia     | 2:59:00 |                       |
| 11                | Bethan Davies          | Grã-Bretanha  | 2:59:38 |                       |
| 12                | Tereza Ďurdiaková      | Chéquia       | 3:01:19 | Recorde da temporada  |
| 13                | Rita Récsei            | Hungria       | 3:04:49 |                       |
| 14                | Ema Hačundová          | Eslováquia    | 3:06:13 | Recorde pessoal       |
| 15                | Antía Chamosa          | Espanha       | 3:06:37 |                       |
| 16                | Efstathia Kourkoutsaki | Grécia        | 3:07:42 |                       |
| 17                | Katrin Schusters       | Alemanha      | 3:18:38 |                       |
| 18                | Tamara Havrylyuk       | Ucrânia       | 3:21:01 | Recorde da temporada  |
| 19                | Mihaela Acatrinei      | Roménia       | DNF     | DNF                   |
| 19                | Kiriaki Filtisakou     | Grécia        | DNF     | DNF                   |
| 19                | Vitória Oliveira       | Portugal      | DNF     | DNF                   |
| 19                | Ana Veronica Rodean    | Roménia       | DNF     | DNF                   |

Legenda
| Recorde mundial       | Recorde mundial (World record)               |                       | Recorde africano                      | Recorde africano (African) |                                           | Q | Classificado por posição (Qualified) |
| Recorde do campeonato | Recorde do campeonato (Championship record)  | Recorde da América    | Recorde da América (Americas)         | q                          | Classificado por melhor tempo (Qualified) |   |                                      |
| Melhor marca do ano   | Melhor marca do ano (World leading)          | Recorde asiático      | Recorde asiático (Asian)              | DNS                        | Não largou (Did not start)                |   |                                      |
| Recorde nacional      | Recorde nacional (National record)           | Recorde europeu       | Recorde europeu (European)            | DNF                        | Não terminou (Did not finish)             |   |                                      |
| Recorde pessoal       | Recorde pessoal do atleta (Personal best)    | Recorde da Oceania    | Recorde da Oceania (Oceania)          | DSQ / DQ                   | Desclassificado (Disqualified)            |   |                                      |
| Recorde da temporada  | Recorde da temporada do atleta (Season best) | Recorde sul-americano | Recorde sul-americano (South America) | NM                         | Sem marca (No mark)                       |   |                                      |